# Nikephoros Phokas Barytrachelos
Nikephoros Phokas, Beiname Barytrachelos („mit dem schweren Hals“; mittelgriechisch Νικηφόρος Φωκάς Βαρυτράχηλος; * vor 970; † 15. August 1022), war ein byzantinischer Patrikios und Usurpator gegen Kaiser Basileios II.

## Leben
Nikephoros war der jüngere Sohn des Feldherrn Bardas Phokas und Großneffe des Kaisers Nikephoros II. Nachdem sein Vater sich im Spätsommer 987 in Charsianon gegen Basileios II. zum Kaiser ausgerufen hatte, ging Nikephoros als Gesandter zu König David II. von Tao-Klardschetien, um diesen um Waffenhilfe zu bitten; sein älterer Bruder Leon wurde als Gouverneur von Antiochia eingesetzt. Nach der Niederlage und dem Tod seines Vaters am 13. April 989 schloss Nikephoros sich dem Usurpator Bardas Skleros an, der nach einem halben Jahr mit dem Kaiser Frieden schloss. Auch Nikephoros wurde begnadigt.
Politisch erschien Nikephoros Phokas erst im Jahr 1022 wieder auf der Bildfläche, als er sich mit Unterstützung des Generals Nikephoros Xiphias in Kappadokien, der Machtbasis der Phokaden, erneut gegen Basileios II. erhob. Mit ihren Truppen drohten sie dem Kaiser, der sich von Trapezunt auf einen Feldzug gegen den georgischen König Giorgi I. begeben hatte, in den Rücken zu fallen. Basileios zog sich in die Festung Mastaton zurück. Von dort schickte er Boten zu den Rebellen mit dem Auftrag, diese gegeneinander aufzuwiegeln – mit Erfolg, denn bei einem Treffen am 15. August 1022 wurde Nikephoros Phokas auf Veranlassung des Xiphias umgebracht. Sein Kopf wurde an Kaiser Basileios geschickt.